# Campeonato Mundial Femenino de Ajedrez 1962
El 15º Campeonato mundial femenino de ajedrez se desarrolló entre septiembre y octubre de 1962  en Moscú. Dicha edición enfrentó a la campeona Yelizaveta Býkova, contra la joven de 21 años Nona Gaprindashvili, ganadora del Torneo de candidatas. Gaprindashvili se impuso notoriamente para convertirse en la campeona del mundo más joven hasta entonces.

## Torneo de candidatas
El Torneo de Candidatas fue disputado entre octubre y noviembre de 1961 el municipio de Vrnjačka Banja y dio como vencedora invicta a Gaprindashvili.
|    | Jugadora                 | 1 | 2 | 3 | 4 | 5 | 6 | 7 | 8 | 9 | 10 | 11 | 12 | 13 | 14 | 15 | 16 | 17 | Pts. |
| -- | ------------------------ | - | - | - | - | - | - | - | - | - | -- | -- | -- | -- | -- | -- | -- | -- | ---- |
| 1  | Nona Gaprindashvili      | - | 1 | ½ | ½ | 1 | 1 | 1 | 1 | ½ | 1  | 1  | ½  | ½  | ½  | 1  | 1  | 1  | 13   |
| 2  | Valentina Borisenko      | 0 | - | 0 | ½ | 1 | 1 | 1 | ½ | 1 | ½  | ½  | ½  | ½  | 1  | 1  | 1  | 1  | 11   |
| 3  | Kira Zvorykina           | ½ | 1 | - | ½ | 1 | 0 | 0 | 1 | 0 | ½  | 1  | ½  | 1  | 1  | 0  | 1  | 1  | 10   |
| 4  | Verica Nedeljković       | ½ | ½ | ½ | - | 0 | 0 | ½ | ½ | 1 | ½  | ½  | 1  | ½  | ½  | 1  | 1  | 1  | 9½   |
| 5  | Milunka Lazarević        | 0 | 0 | 0 | 1 | - | 1 | 0 | ½ | 1 | 1  | 0  | ½  | 1  | 1  | 1  | 1  | ½  | 9½   |
| 6  | Tatiana Zatulovskaya     | 0 | 0 | 1 | 1 | 0 | - | 1 | 0 | 0 | ½  | 0  | 1  | 1  | 1  | 1  | 1  | 1  | 9½   |
| 7  | Alexandra Nicolau        | 0 | 0 | 1 | ½ | 1 | 0 | - | 1 | 1 | ½  | ½  | ½  | ½  | 0  | 1  | ½  | 1  | 9    |
| 8  | Larissa Volpert          | 0 | ½ | 0 | ½ | ½ | 1 | 0 | - | 1 | 1  | ½  | 0  | 1  | 1  | 0  | 1  | 1  | 9    |
| 9  | Eva Ladanyike-Karakas    | ½ | 0 | 1 | 0 | 0 | 1 | 0 | 0 | - | 1  | ½  | 1  | 1  | ½  | ½  | 1  | 1  | 9    |
| 10 | Elisabeta Polihroniade   | 0 | ½ | ½ | ½ | 0 | ½ | ½ | 0 | 0 | -  | 1  | 1  | ½  | 1  | 0  | 1  | 1  | 8    |
| 11 | Henrijeta Konarkowska    | 0 | ½ | 0 | ½ | 1 | 1 | ½ | ½ | ½ | 0  | -  | ½  | 0  | ½  | ½  | ½  | ½  | 7    |
| 12 | Chantal Chaudé de Silans | ½ | ½ | ½ | 0 | ½ | 0 | ½ | 1 | 0 | 0  | ½  | -  | 1  | 0  | ½  | 0  | ½  | 6    |
| 13 | Gisela Kahn Gresser      | ½ | ½ | 0 | ½ | 0 | 0 | ½ | 0 | 0 | ½  | 1  | 0  | -  | 1  | 1  | ½  | 0  | 6    |
| 14 | Lisa Lane                | ½ | 0 | 0 | ½ | 0 | 0 | 1 | 0 | ½ | 0  | ½  | 1  | 0  | -  | 1  | 0  | 1  | 6    |
| 15 | Fenny Heemskerk          | 0 | 0 | 1 | 0 | 0 | 0 | 0 | 1 | ½ | 1  | ½  | ½  | 0  | 0  | -  | 0  | 1  | 5½   |
| 16 | Elfriede Rinder          | 0 | 0 | 0 | 0 | 0 | 0 | ½ | 0 | 0 | 0  | ½  | 1  | ½  | 1  | 1  | -  | 1  | 5½   |
| 17 | Sandagdorj Handsuren     | 0 | 0 | 0 | 0 | ½ | 0 | 0 | 0 | 0 | 0  | ½  | ½  | 1  | 0  | 0  | 0  | -  | 2½   |

## Býkova vs. Gaprindashvili
El Campeonato del mundo se diputó en un encuentro a 16 partidas donde la primera jugadora en obtener 8½ puntos sería declarada vencedora.
|                     | 1 | 2 | 3 | 4 | 5 | 6 | 7 | 8 | 9 | 10 | 11 | 12 | 13 | 14 | 15 | 16 | Total |
| ------------------- | - | - | - | - | - | - | - | - | - | -- | -- | -- | -- | -- | -- | -- | ----- |
| Yelizaveta Bykova   | ½ | 0 | 0 | 0 | ½ | 0 | 0 | ½ | ½ | 0  | 0  |    |    |    |    |    | 2     |
| Nona Gaprindashvili | ½ | 1 | 1 | 1 | ½ | 1 | 1 | ½ | ½ | 1  | 1  |    |    |    |    |    | 9     |